# Lolo Ibern
Manuel Ibern Alcalde, más conocido como Lolo Ibern (Barcelona, España; 21 de agosto de 1946), es un exnadador y exwaterpolista olímpico español. Una vez retirado ha seguido vinculado al deporte como entrenador y dirigente.

## Biografía

### Vida personal y política
Lolo Ibern es hijo de Manuel Ibern Lerida, alias «Polichón», quien fue dirigente y entrenador del Club Natació Barceloneta. Licenciado en Filosofía y Letras, en 1968 ingresó en Bandera Roja, una organización de ideología comunista. En 1969 fue detenido por la policía del régimen franquista, llegando a pasar un mes en la cárcel Modelo de Barcelona. En 1974, junto a la mayoría de militantes de la organización, ingresó en el Partido Socialista Unificado de Cataluña (PSUC), por el que fue candidato a diputado al Parlamento de Cataluña.
Fue uno de los seis exdeportistas elegidos para portar la bandera olímpica en la ceremonia de apertura de los Juegos Olímpicos de Barcelona 1992.

### Trayectoria como nadador
Empezó su carrera deportiva practicando natación en el CN Barceloneta. Especialista en pruebas de larga distancia, ganó una vez la Copa Nadal y en dos ocasiones la Travesía del Puerto de Barcelona, estableciendo el récord de la competición en 1964.

### Trayectoria como waterpolista
En 1965 pasó al waterpolo. Formó parte del histórico equipo del CN Barceloneta que ganó la liga en 1970, rompiendo la hegemonía de casi setenta años del CN Barcelona en el waterpolo español. Posteriormente ganó también las ligas de 1973 y 1974, además del Campeonato de España de 1973.
Fue internacional en 85 ocasiones. Con la selección española de waterpolo participó en dos Campeonatos de Europa y en los Juegos Olímpicos de México 1968. Se retiró en 1974.

### Trayectoria como entrenador
En 1976 se convirtió en entrenador del CN Barceloneta. Dos años más tarde, en 1978, fue nombrado seleccionador de España. En 1983 logró el bronce en el Campeonato Europeo, primera medalla de la historia de la selección española de waterpolo. Conquistó también el oro en el Campeonato de Europa Júnior de 1980.  Dirigió al combinado nacional en dos olimpiadas, Moscú 1980 y Los Ángeles 1984. En ambas alcanzó la cuarta posición, la mejor clasificación olímpica de España hasta entonces. Dejó los banquillos tras los Juegos de 1984.

### Trayectoria como gestor deportivo
Tras dejar el deporte de competición, en 1985 comenzó su carrera en los despachos como director de Deportes del Ayuntamiento de Barcelona, cargo que desempeñó hasta 1996. Paralelamente fue presidente de la comisión de waterpolo de la Real Federación Española de Natación. Formó parte del comité técnico de la Federación Internacional de Natación (FINA) y de la Liga Europea de Natación (LEN) de 1988 a 1994. Fue gerente del Club Natació Atlètic-Barceloneta de 1998 a 2001. 
Ocupó varios cargos de responsabilidad en la Secretaria General del Deporte de la Generalidad de Cataluña durante el «gobierno tripartito», ostentando la presidencia de 2006 a 2007.
En 2017 se convirtió en la máxima autoridad del waterpolo mundial al ser nombrado por la FINA presidente del comité técnico de este deporte.